# Titus Desticius Severus
Titus Desticius Severus (vollständige Namensform Titus Desticius Titi filius Claudia Severus) war ein im 2. Jahrhundert n. Chr. lebender Angehöriger der römischen Armee, der in den römischen Ritterstand (Eques) aufstieg. Durch zwei Inschriften, die in Concordia Sagittaria gefunden wurden, ist seine Laufbahn bekannt.
Die erste angegebene Position in der Laufbahn von Severus ist die eines Primus pilus in der Legio X Gemina, die ihr Hauptlager in Vindobona in der Provinz Pannonia superior hatte. Im Anschluss übernahm er folgende Positionen in der Verwaltung (in dieser Reihenfolge): Subpraefectus der Feuerwehren (Vigiles) in Rom, Procurator Augusti in der Provinz Dacia superior und Procurator Augusti in der Provinz Cappadocia sowie einigen angrenzenden Gebieten (procurator provinciae Cappadociae item Ponti mediterranei et Armeniae minoris et Lycaoniae Antiochianae). Danach war er Statthalter (Procurator Augustorum) in der Provinz Raetia; er ist als Statthalter auch durch ein Militärdiplom belegt, das auf März/April 166 datiert ist. Zuletzt wurde er Procurator in der Provinz Belgica.
Das Jahreseinkommen von Severus als Primus pilus betrug vermutlich 80.000 Sesterzen, während die ersten beiden Positionen in der Verwaltung mit einem Jahreseinkommen von 100.000 Sesterzen verbunden waren. Beginnend mit dem Amt des Procurators in Cappadocia lag sein Jahreseinkommen dann bei 200.000 Sesterzen.
Severus war in der Tribus Claudia eingeschrieben und stammte wahrscheinlich aus Concordia Sagittaria. Dort und in Aquileia wurden noch zwei weitere Inschriften gefunden, die ihm zu Ehren errichtet wurden. In seiner Heimatstadt war er Priester (Flamen) des vergöttlichten Hadrians, Pontifex und Patron.
Severus dürfte mit Titus Desticius Iuba verwandt sein, der wohl ebenfalls aus Concordia Sagittaria stammte.